# تشيميتشوري
جِيمِيجُوري أو تشيميتشوري هي صلصة بين الخل والباستو البديل، مكونة من الثوم المفروم، والزعتر، والبَبرِكة، والزيت، والخل، والملح. جنبا إلى جنب مع صلة كريولة والتي يفضل استخدامها للأسادو.